# There Is Nothing Left to Lose
There Is Nothing Left to Lose – trzeci studyjny album amerykańskiego zespołu Foo Fighters, wydany 2 listopada 1999. Wydawnictwo uzyskało status złotej płyty w Wielkiej Brytanii oraz platynowej płyty w Stanach Zjednoczonych, Kanadzie i Australii. W 2000 album otrzymał nagrodę Grammy w kategorii Best Rock Album.

## Lista utworów
Wszystkie piosenki napisali Dave Grohl, Nate Mendel i Taylor Hawkins.
1. „Stacked Actors” – 4:17
2. „Breakout” – 3:21
3. „Learn to Fly” – 3:58
4. „Gimme Stitches” – 3:42
5. „Generator” – 3:48
6. „Aurora” – 5:50
7. „Live-In Skin” – 3:53
8. „Next Year” – 4:37
9. „Headwires” – 4:38
10. „Ain't It the Life” – 4:17
11. „M.I.A.” – 4:03
12. „Fraternity” (utwór bonusowy w wersji australijskiej)

## Skład
- Dave Grohl – wokal, gitara, perkusja
- Nate Mendel – gitara basowa
- Taylor Hawkins – perkusja

## Listy przebojów
| Lista przebojów (1999)                        | Pozycja |
| --------------------------------------------- | ------- |
| Canadian Albums Chart                         | 4       |
| Sverigetopplistan                             | 7       |
| VG-Lista                                      | 8       |
| Billboard 200                                 | 10      |
| UK Albums Chart                               | 10      |
| RIANZ                                         | 12      |
| Media Control Charts                          | 23      |
| Finland Albums Chart                          | 25      |
| Ö3 Austria Top 40                             | 34      |
| Irish Albums Chart                            | 49      |
| Syndicat national de l'édition phonographique | 62      |